# ATIS
El Servicio Automático de Información de Terminal (en inglés: Automatic Terminal Information Service, ATIS) es una emisión continua de información en áreas terminales congestionadas. El ATIS contiene información esencial como información meteorológica, qué pistas están operativas, aproximaciones disponibles y cualquier otra información que los pilotos puedan necesitar, como NOTAMs. Normalmente el piloto escucha el ATIS antes de contactar con el controlador local. La principal misión del ATIS es quitar carga de trabajo a los controladores.
La grabación es actualizada en intervalos específicos o cuando hay algún cambio significativo en la información, como alteraciones de la pista en uso. Cada actualización recibe una letra de identificación (Ej.: bravo), del Alfabeto por palabras.
Los designadores usados en la información ATIS consecutiva seguirán en orden alfabético, cuya secuencia será reiniciada a las 00:00 UTC.
Los pilotos deben informar que recibieron la información transmitida por ATIS al entrar en contacto con el control de aproximación o con la torre de control del aeropuerto, de acuerdo con las circunstancias.

## Mensajes de ejemplo

### Llegando y saliendo
Los mensajes ATIS para aeronaves que están llegando simultáneamente y las que están saliendo, si es posible deberán contener esta información, en el siguiente orden:
1. Nombre del aeropuerto, designador y hora de observación.
2. Tipos de aproximaciones esperadas.
3. Pistas en uso.
4. Información relevante sobre las condiciones de pista incluyendo, si es necesario, las características de frenado.
5. Retrasos debido a esperas si es necesario.
6. Nivel de transición.
7. Otra información esencial de operación en caso de que haya.
8. Dirección y velocidad del viento de superficie y sus variaciones significativas.
9. Visibilidad, incluyendo variaciones significativas y si está disponible, el alcance visual en la pista.
10. Condiciones meteorológicas presentes.
11. Cantidad y altura de la base de las nubes o el o TETO, cuando sea el caso.
12. Temperatura del área.
13. Ajuste del altímetro (QNH);
14. Otra información meteorológica relevante, incluyendo la tendencia prevista, si la hay.
15. ATIS le recuerda al piloto que al cuando establezca un contacto inicial con el órgano pertinente, el piloto informe que recibió el mensaje ATIS, incluyendo el designador.

Ejemplo:
```
INTERNACIONAL DE RÍO DE JANEIRO – INFORMACIÓN ALFA – 12:30.
– ESPERE PROCEDIMENTO LOCALIZADOR RAYOS X PISTA UNO CINCO.
– ATERRIZAJE PISTA UNO CINCO – DESPEGUE PISTA UNO CERO .
– NIVEL DE TRANSICIÓN CERO MEDIA CERO – [[GLIDE SLOPE]] PISTA UNO CINCO FUERA DE SERVICIO
– VIENTO UNO DOS CERO GRADOS OCHO NUDOS – RADIO DOS CERO NUDOS
– VISIBILIDAD DOS MIL ICA 100-12/2009 147 METROS – RVR UNO OCHO CERO CERO METROS
– RÁFAGA DE LLUVIA – CUATRO OCTAVOS CÚMULU-NIMBUS UNO MIL PIES
– TEMPERATURA DOS UNO GRADOS - AJUSTE UNO CERO UNO UNO –
CUMULONIMBUS SECTOR ESTE/SUDESTE– INFORME QUE RECIBIÓ INFORMACIÓN ALFA.
```

| Mensaje | Explicación |
| --- | --- |
| INTERNACIONAL DE RÍO DE JANEIRO – INFORMACIÓN ALFA – 12:30                                                      | Indica que la transmisión es para las aeronaves que están llegando y saliendo del Aeropuerto Internacional de Río de Janeiro, Letra de identificación ALFA, de las 12:30 UTC. |
| ESPERE PROCEDIMIENTO LOCALIZADOR RAYOS X PISTA UNO CINCO – ATERRIZAJE PISTA UNO CINCO – DESPEGUE PISTA UNO CERO | Indica el procedimiento de aproximación ILS para la pista 15. Los aterrizajes serán en la pista 15 y los despegues en la pista 10.                                            |
| NIVEL DE TRANSICIÓN CERO MEDIA CERO                                                                             | Altitud de Transición 6000 pies |
| GLIDE SLOPE PISTA UNO CINCO FUERA DE SERVICIO                                                                   | Informa que el indicador de rampa de aproximación de ILS en la pista 15 está inoperante.                                                                                      |
| VIENTO UNO DOS CERO GRADOS OCHO NUDOS – RADIO DOS CERO NUDOS                                                    | Indica que el viento sopla de 120° con velocidad de 8 nudos y un radio de 20 nudos.                                                                                           |
| VISIBILIDAD DOS MIL METROS - RVR UNO OCHO CERO CERO METROS                                                      | Indica visibilidad de 2000 m y alcance visual en la pista de 1800 m. |
| RÁFAGA DE LLUVIA – CUATRO OCTAVOS CÚMULONIMBUS UNO MIL PIES                                                     | Informa que en el momento ocurren ráfagas de lluvia y que 4/8 del cielo está cubierto por nube cúmulonimbus a 1000 pies de altura.                                            |
| TEMPERATURA DOS UNO GRADOS                                                                                      | Indica la temperatura local en el aeropuerto. |
| AJUSTE UNO CERO UNO UNO                                                                                         | Informa el ajuste del altímetro es de 1011 Milibares. |
| CUMULONIMBUS SECTOR ESTE/SUDESTE                                                                                | informa de la existencia de nubes cumulonimbus en el sector E/SE del aeropuerto.                                                                                              |
| INFORME QUE RECIBIÓ INFORMACIÓN ALFA.                                                                           | Le recuerda al piloto que debe informar en su próximo contacto con un o órgano de control que recibió este mensaje.                                                           |

Vea METAR para más información sobre mensajes climáticos y terminología aeronáutica.

### Llegando
Los mensajes ATIS para aeronaves que están llegando, si es posible deberán contener esta información, en el siguiente orden:
1. Nombre del aeropuerto, INFORMACIÓN DE LLEGADA, designador y hora de observación.
2. Tipos de aproximaciones esperadas.
3. Pistas de aterrizaje en uso.
4. Información relevante sobre las condiciones de la pista incluyendo, si es necesario, las características de frenado.
5. Retrasos debido a esperas, se es necesario.
6. Nivel de transición.
7. Otra información esencial de la operación en caso de que haya.
8. Dirección y velocidad del viento de superficie y sus variaciones significativas.
9. Visibilidad, incluyendo variaciones significativas y en caso de que esté disponible, el alcance visual en la pista.
10. Condiciones meteorológicas presentes.
11. Cantidad y altura de base de las nubes o un TETO, cuando sea el caso.
12. Temperatura del área.
13. Ajuste del altímetro (QNH).
14. Otras información meteorológica relevante, incluyendo la tendencia prevista, si la hay.
15. ATIS le recuerda al piloto que al cuando establezca un contacto inicial con el órgano pertinente, el piloto informe que recibió el mensaje ATIS, incluyendo el designador.

Ejemplo:
```
INTERNACIONAL DE BRASILIA – INFORMACIÓN DE LLEGADA DELTA – 14:00
– ESPERE PROCEDIMIENTO ILS PISTA UNO UNO – PISTA EN USO UNO UNO
– NIVEL DE TRANSICIÓN CERO SIETE CERO – VIENTO UNO CERO CERO GRADOS CINCO NUDOS
– VISIBILIDAD DOS MIL METROS – RVR UNO OCHO CERO CERO METROS
– NEBLINA HÚMEDA – CUATRO OCTAVOS DOS MIL PIES – AJUSTE UNO CERO UNO CERO
– TEMPERATURA UNO SIETE GRADOS – INFORME SI RECIBIÓ INFORMACIÓN DE LLEGADA DELTA.
```

### Saliendo
Los mensajes ATIS para aeronaves que están saliendo, si es posible deberán contener esta información, en el siguiente orden:
1. Nombre del aeropuerto, INFORMACIÓN DE SALIDA, designador y hora de observación.
2. Pistas de despegue en uso; 148 ICA 100-12/2009.
3. Información significativa sobre las condiciones de la pista incluyendo, si es necesario, las características de frenado.
4. Retrasos en despegues, si es necesario.
5. Nivel de transición.
6. Otra información esencial de la operación, si la hay.
7. Dirección y velocidad del viento de superficie y sus variaciones significativas.
8. Visibilidad, incluyendo variaciones significativas y, si es necesario, el alcance visual en la pista.
9. Condiciones meteorológicas presentes.
10. Cantidad y altura de la base de las nubes o un TETO, cuando sea el caso.
11. Temperatura del área.
12. Ajuste del altímetro (QNH).
13. Otra información meteorológica relevante, incluyendo la tendencia prevista, si la hay.
14. ATIS le recuerda al piloto que cuando establezca un contacto inicial con el órgano pertinente, el piloto informe que recibió el mensaje ATIS, incluyendo el designador.

Ejemplo:
```
INTERNACIONAL DE CONGOÑAS – INFORMACIÓN DE SALIDA GOLF – 09:00.
– DESPEGUE PISTA TRES CINCO DE LA IZQUIERDA – NIVEL DE TRANSICIÓN CERO SIETE CERO.
– VIENTO TRES DOS CERO GRADOS SIETE NUDOS – VISIBILIDAD DOS MIL METROS.
– NIEBLA SECA SECTOR NORESTE/NOROESTE – TEMPERATURA UNO NUEVE GRADOS
– AJUSTE UNO CERO UNO DOS – INFORME QUE RECIBIÓ INFORMACIÓN DE SALIDA GOLF.
```

## Operación del sistema
Generalmente el ATIS en un aeropuerto es suministrado por un sistema de voz automatizado, que permite a un controlador de tráfico ocupado digitar fácilmente un nuevo mensaje ATIS en vez de tener que grabar un mensaje, lo que tomaría mucho más tiempo. La mayoría de los aeropuertos en un país muchas veces utilizan el mismo formato, usando la misma voz automatizada. Por ejemplo: Todas los mensajes ATIS en los aeropuertos más grandes de Reino Unido, como Heathrow, Gatwick, Mánchester, Birmingham, Edinburgh es el mismo que en los aeropuertos menores como East Midlands y Newcastle utilizan un formato similar e todos poseen la misma voz automática.

## Trasfondo técnico
Los sistemas ATIS pueden clasificarse como de estado sólido y basados en PC. Los sistemas ATIS de estado sólido son dispositivos con microcontroladores que incorporan síntesis de voz y procesamiento de datos en un solo equipo, mientras que los sistemas PC-ATIS se basan en hardware comercial, como los PC normales montados en armarios con múltiples tarjetas de sonido de alto rendimiento.

## D-ATIS
Muchos aeropuertos emplean el uso de ATIS Digital (o D-ATIS). El cual es una versión de texto de transmisión de audio de ATIS, transmitida digitalmente. Ese mensaje es accedido a través de un servicio de enlace de datos como ACARS y es exhibido en una pantalla en el panel de la aeronave. El D-ATIS es incorporado como parte de los sistemas en la aeronave como: EFB o FMS. D-ATIS puede ser integrado con un núcleo de sistema ATIS o distribuido separadamente a través de una interfaz de datos entre o ATIS y D-ATIS.